# زاك موسلي
زاك موسلي (بالإنجليزية: Zack Mosley)‏ هو فنان قصص مصورة أمريكي، ولد في 12 ديسمبر 1906 في هيكوري في الولايات المتحدة، وتوفي في 21 ديسمبر 1993 في ستيوارت في الولايات المتحدة.